# Ostrincola portonoviensis
Ostrincola portonoviensis is een eenoogkreeftjessoort uit de familie van de Myicolidae. De wetenschappelijke naam van de soort is voor het eerst geldig gepubliceerd in 1962 door Reddiah.